# Stipendium für besonders Begabte
Das Stipendium für besonders Begabte ist ein vom Freistaat Bayern an Studenten gezahltes Stipendium.

## Geschichte
Im Jahr 1948 führte der damalige bayerische Kultusminister Alois Hundhammer ein Stipendium ein, um besonders begabten und bedürftigen bayerischen Abiturienten ein Studium zu ermöglichen. Daher wurde das Stipendium früher gelegentlich auch als Hundhammer-Stipendium bezeichnet.

## Gesetzliche Grundlage
Ab 1966 wurde durch das Bayerische Begabtenförderungsgesetz (BayBFG) Studenten, welche die Aufnahmevoraussetzungen erfüllten, ein Rechtsanspruch auf ein Stipendium gewährt.
Ab 1984 wurde auf die Anrechnung des Elterneinkommens verzichtet, so dass die Stipendiaten bis 2005 unabhängig von der finanziellen Situation der Eltern mit zuletzt 486 € pro Monat (für nicht bei den Eltern wohnende Studenten) gefördert wurden.
Im Jahr 2005 wurde das Stipendium nach dem Bayerischen Begabtenförderungsgesetz abgeschafft, so dass für die Schüler ab dem Abiturjahrgang 2005 eine Neuaufnahme nicht mehr möglich war. Den bis dahin aufgenommenen Stipendiaten wurde die Wahl gegeben, entweder in das neue Stipendium nach dem Bayerischen Eliteförderungsgesetz zu wechseln, oder im alten Stipendium zu bleiben, wobei dann allerdings die Stipendiumshöhe in Abhängigkeit vom Elterneinkommen bemessen wurde.
Im Jahr 2005 wurde ein verändertes Stipendiengesetz, das Bayerische Eliteförderungsgesetz (BayEFG), eingeführt, wodurch die Abiturienten ab dem Jahrgang 2005 in das Max Weber-Programm Bayern aufgenommen werden konnten. Jede Stipendiatin und jeder Stipendiat erhält eine „Bildungspauschale“ in Höhe von 1290 € pro Semester (Stand Januar 2023).

## Bekannte ehemalige Stipendiaten
- Johann Deisenhofer (* 1943), Biophysiker, Nobelpreis für Chemie 1988[2]
- Robert Huber (* 1937), Chemiker, Nobelpreis für Chemie 1988[3]
- Hans Joachim Schellnhuber (* 1950), Klimaforscher, Stipendiat ab 1970
- Bernhard Seidenath (* 1968), Politiker, Landtagsabgeordneter für den Stimmkreis Dachau, Ministerialrat (im Bayerischen Sozialministerium) a. D., Stipendiat von 1989 bis 1993
- Günter Wojaczek (1932–1997), Altphilologe und Fachdidaktiker der Alten Sprachen, Stipendiat von 1952 bis 1957
- Christian Krettek (* 1953), Unfallchirurg und Hochschullehrer in Deutschland und Australien, Stipendiat ab 1973